# Убиретама
Убиретама (порт. Ubiretama)  —  муниципалитет в Бразилии, входит в штат Риу-Гранди-ду-Сул. Составная часть мезорегиона Северо-запад штата Риу-Гранди-ду-Сул. Входит в экономико-статистический  микрорегион Санту-Анжелу. Население составляет 2 514 человека на 2006 год. Занимает площадь 126,7 км². Плотность населения — 19,8 чел./км².
Праздник города —  28 декабря.

## Статистика
- Валовой внутренний продукт на 2003 составляет 25.084.558,00 реалов (данные: Бразильский институт географии и статистики).
- Валовой внутренний продукт на душу населения на 2003 составляет 9.688,90 реалов (данные: Бразильский институт географии и статистики).
- Индекс развития человеческого потенциала на 2000 составляет 0,782 (данные: Программа развития ООН).

## География
Климат местности: субтропический гумидный.